# قائمة ولاة العراق الأمويين
هذه قائمة ولاة العراق الأمويين وليس لولاة البصرة لوحدهم أو ولاة الكوفة لوحدهم، بل لولاة ولاية العراق (البصرة والكوفة معًا)

## خلفية
في التاريخ الوسيط، كان العراق المنطقة التي تضم الأجزاء السفلية من بلاد الرافدين، وهي تعادل تقريبًا في الحجم والشكل بلاد بابل القديمة. كان يحدها من الشمال الغربي الجزيرة الفراتية، ومن الشمال أذربيجان (أدرباداجان الساسانية)، ومن الشمال الشرقي الجبال، ومن الشرق الأهواز، ومن الجنوب الشرقي بحر فارس (اليوم يُسمى الخليج الفارسي أو الخليج العربي)، ومن الجنوب الغربي صحراء شبه الجزيرة العربية، وكان يُسمى جنوبها وهو المنطقة المعروفة بالخصوبة والزراعة بالسواد.
في الهيكل الإداري للخلافة الأموية، لم يكن العراق في البداية مقاطعة موحدة؛ بل كان مقسمًا بين حكام المدن الحامية المهمة، وهما البصرة والكوفة. تم توحيد المدينتين لأول مرة في عام 670 م، عندما أعطى معاوية بن أبي سفيان أمر السيطرة على كليهما لزياد بن أبيه. بعد وفاة زياد، أُديرَت المدينتان مرة أخرى بشكل منفصل، ولكن الخلفاء اللاحقين كرروا الجمع ومنذ عهد عبد الملك بن مروان، كانت العراق عادةً في أيدي حاكم واحد.
كان والي العراق فردًا قويًا للغاية داخل التسلسل الإداري للحكومة الأموية. بالإضافة إلى العراق نفسه، مُنح في كثير من الأحيان المسؤولية عن مقاطعات الإمبراطورية التي تم غزوها في الأصل بقوات البصرة أو الكوفة، بما في ذلك الأهواز والجبال وفارس وكرمان وخراسان وسجستان ومكران والسند وجرجان. كما مُنح سلطة على مقاطعات شرق شبه الجزيرة العربية، وهي إقليم البحرين (أوال، والقطيف، والأحساء) واليمامة وعمان. في المجموع، شكلت هذه المقاطعات ما يقرب من نصف الإمبراطورية بأكملها وأنتجت قدرًا كبيرًا من الإيرادات التي جمعتها الحكومة المركزية في دمشق. كان للوالي سلطة تعيين وعزل نواب الولاة لكل من هذه المقاطعات، وكان كل من نواب الولاة يقدم تقاريره إليه مباشرة، وليس إلى الخليفة.
وكان جميع الولاة الذين عُيِّنوا في العراق يقيمون داخل الولاية أثناء فترة توليهم لمناصبهم؛ ومع ذلك، كان المقر المحدد للحكومة يميل إلى التغيير بمرور الوقت. في عهد زياد بن أبيه، كانت البصرة والكوفة بمثابة عاصمتين توأمين، وكان يقيم في كلتا المدينتين خلال كل عام من ولايته. بعد ذلك، تفوقت البصرة على الكوفة بوصفها مدينة رئيسة للولاية، وعملت مقرًّا للولاة لبقية القرن السابع. أمر الحاكم الشهير الحجاج بن يوسف الثقفي ببناء مدينة حامية ثالثة، وهي مدينة واسط، والتي استخدمها بعد ذلك مقرًّا لإقامته لبقية حياته. بعد ذلك، غالبًا ما استخدم الحكام واسط مقرّ إقامة رئيس لهم، على الرغم من أنهم استمروا في الانتقال بشكل متقطع إلى مدن أخرى، مثل الكوفة والحيرة.
وظل العراق ولاية أموية حتى عام 749/750، عندما حاصر جيش عباسي واسط وأجبر آخر والٍ للعراق، وهو يزيد بن عمر الفزاري، على الاستسلام. بعد انتصارهم على الأمويين، ألغى العباسيون ولاية العراق واستأنفوا ممارسة تعيين ولاة منفصلين للمقاطعات الفردية في المنطقة.

## قائمة الولاة
لا يظهر في هذه القائمة إلا الولاة الذين كانوا يسيطرون على البصرة والكوفة في نفس الوقت.
| الاسم                                        | البداية | النهاية | سبب نهاية فترته | الملاحظات |
| -------------------------------------------- | ------- | ------- | --------------- | --- |
|                                              | 661     | 670     | غير معروف       | كانت البصرة والكوفة تحت حكمين منفصلين خلال هذه الفترة |
| زياد بن أبيه                                 | 670     | 673     | مات في المنصب   | عيَّنه الخليفة معاوية بن أبي سفيان |
| لا أحد                                       | 673     | 680     | غير معروف       | كانت البصرة والكوفة تحت حكمين منفصلين خلال هذه الفترة |
| عبيد الله بن زياد                            | 680     | 684     | خُلِع             | أحد أبناء زياد بن أبيه. عيَّنه الخليفة يزيد بن معاوية |
| لا أحد                                       | 684     | 691     | غير معروف       | كان العراق خارج سيطرة الأمويين في معظم عصر. الفتنة الثانية. من عام 686 إلى 691، سيطر الزبيريون مصعب بن الزبير على البصرة والكوفة. ثم سيطر المختار الثقفي على كلتا المدينتين |
| لا أحد                                       | 691     | 693     | غير معروف       | كانت البصرة والكوفة تحت حكمين منفصلين خلال هذه الفترة |
| بشر بن مروان                                 | 693     | 694     | مات في المنصب   | أخو الخليفة عبد الملك بن مروان الذي ولاه |
| الحجاج بن يوسف الثقفي                        | 694     | 714     | مات في المنصب   | ولاه عبد الملك بن مروان |
| يزيد بن أبي كبشة                             | 714     | 715     | فُصِل أو عُزل      | عينه الخليفة الوليد بن عبد الملك |
| يزيد بن المهلب وصالح بن عبد الرحمن السجستاني | 715     | 717     | فُصِل أو عُزل      | وقد عُيِّن يزيد واليا للشؤون العسكرية والدينية، وعين صالح واليا للشؤون المالية. سليمان بن عبد الملك                                                                            |
| لا أحد                                       | 717     | 720     | غير معروف       | كانت البصرة والكوفة تحت حكمين منفصلين خلال هذه الفترة |
| مسلمة بن عبد الملك                           | 720     | 721     | فُصِل أو عُزل      | شقيق الخليفة يزيد بن عبد الملك الذي عينه |
| عمر بن هبيرة                                 | 721     | 724     | فُصِل أو عُزل      | عينه يزيد بن عبد الملك |
| خالد بن عبد الله القسري                      | 724     | 738     | فُصِل أو عُزل      | عينه الخليفة هشام بن عبد الملك |
| يوسف بن عمر الثقفي                           | 738     | 744     | فُصِل أو عُزل      | عينه هشام بن عبد الملك |
| منصور بن جمهور                               | 744     | 744     | فُصِل أو عُزل      | عيَّنه الخليفة يزيد بن الوليد |
| عبد الله بن عمر بن عبد العزيز                | 744     | 745     | فُصِل أو عُزل      | ابن الخليفة عمر بن عبد العزيز، عينه يزيد بن الوليد |
| النضر بن سعيد                                | 745     | 745     | استقال          | عيَّنه الخليفة مروان بن محمد |
| يزيد بن عمر بن هبيرة                         | 745     | 750     | قُتل             | ابن عمر بن هبيرة، ولى أمره مروان بن محمد. |

## طالع أيضًا
- قائمة ولاة الكوفة
- قائمة ولاة البصرة